# Commission de l'Union africaine pour le droit international
La Commission de l'Union africaine pour le droit international (CUADI), encore appelée African Union Commission of International Law (AUCIL), a été créée le 4 février 2009, avec un début d'activité en mai 2010. Elle est née comme un organe de l'Union africaine sur la base l'article 5 de l'Acte constitutif de l'organisation continentale africaine, elle est née sous la même logique que celle qui a prévalu en 1947 lors de la création, de la Commission de droit international des Nations unies. Outre le contexte particulier de sa création, cet organisme présente une structure et un mode de fonctionnement spécifiques. Ses missions sont par ailleurs bien déterminées par les textes de l'organisation. L’Afrique n'en est pas à sa première initiative. L'ancienne Organisation de l'unité africaine (OUA), lors de sa réunion au sommet du Caire (Égypte) le 17 juillet 1964, décida de mettre en place une commission de juristes sur les questions spécifiquement africaines, conformément à l'article 20 de la Charte de l'OUA. Faute de moyens et d'accord, cette initiative fut abandonnée au sommet d'Accra (Ghana) de 1965. 
En juillet 2009, sont élus à Syrte les 11 membres de la Commission par la Conférence des chefs d'État à la 13e session ordinaire (Lilian Bokeeye Mahiri-Zaja, Appreku Ebenezer, Atanazio Kayafa Tembo, Getahun Minelik Alemu, Filali Kamel, Adelarus Kilangi, Kholisani Solo, Rafaa Ben Achour, Donatien NKurunziza, Cheik Tidiane Thiam et Blaise Tchikaya). Le statut de la Commission prévoit en son article 12 un renouvellement partiel tous les 3 ans. Afin de renouveler un des membres, le Professeur Makéngué Mpasi Bonaventure a été élu au Sommet de Malabo (2011) comme membre de la Commission de l'Union africaine pour le droit international (voir B. Tchikaya, Les orientations doctrinales de la commission de l'Union africaines sur le droit international, Revue québécoise de droit international, 2017, p. 113 et ss.)

## Missions
Ses missions pourraient s'analyser en tenant compte de deux axes : le premier touche au sens des missions même, telles que consignées dans les statuts et actes de création de la commission et, le second axe, plutôt critique, vient de l'histoire africaine du droit international.

### Missions confiées à la Commission
La Commission de l'Union africaine pour le droit international, comme les organes principaux qui figurent à l'alinéa 2 de l'article 5 de l'Acte constitutif de l'UA, a en effet sa base organique et conceptuelle fondée sur ce même article.  Cette option traduisait de la part des 53 États membres de l'organisation africaine une insertion radicale du droit et du droit international dans le travail de l'organisation. Les missions de la CUADI vont avoir le même fondement. C'est, en quelque sorte, dans une nouvelle reconnaissance du droit international dans laquelle l'Union africaine s'engage. Les missions confiées à la Commission, en apportent en effet témoignage.
Le préambule du statut de la CUADI affirme d'entrée la volonté des États membres de consolider les principes du droit international. L'idée n'est pas de rompre avec le droit international général, mais de le consolider. Développer sur le continent africain les principes progressifs du droit universel.
Quatre types de missions confiées à la CUADI peuvent être soulignées. Elles sont principalement mentionnées à l'article 4 des statuts adoptés en 2009:
- En tenant compte du droit de l'UA, mettre en place des activités en faveur du développement progressif du droit international ;
- Aux fins de la codification, la CUADI doit trouver des analyses, des formulations et des textes-types suivant les objectifs des États membres de l'UA ;
- Aider à la refonte des traités OUA/UA existants et s'assurer de l’élaboration des normes au sein de l'UA [4];
- Faire des études sur les sujets qui impliquent l'Union, promouvoir et diffuser le droit international sur le continent en particulier au moyen de l'enseignement.

À ne s'en tenir qu'à ces missions et, à d'autres qui pourraient en découler implicitement, cette commission est pourvue de compétences très variées. L'article 5 de son Statut y apporte d'autres éléments, en particulier sur le rôle, dorénavant actif et important, des Rapporteurs spéciaux.

### Missions découlant de l'évolution du droit international

#### Missions justifiées par la vocation universelle du droit international
L'attribut « international » de ce droit trouve tout son sens. Il donne à ce droit une vocation universelle. Les sources d'inspiration du droit international dans un monde diversifié ne peuvent être que multiples. Le droit international, celui qui s'appliquera aux sujets dans le monde ne peut trouver sa formation qu'à la lecture de diverses approches. C'est le droit élémentaire que les peuples ont de "témoigner d'eux-mêmes" au monde. C'est également le fondement, de bon sens, de la naissance de la CUADI. Les missions confiées à la CDI et celles de la CUADI peuvent se rejoindre.  Toutefois, à la différence de la CUADI, organe régional, la CDI a une vocation universelle. De plus, la CUADI possède des missions opérationnelles que la CDI n'a pas. Plus que la codification, la dimension « développement progressif du droit international » est plus prononcée pour la CUADI, tout au moins aujourd'hui.   

#### CUADI se charge également des questions non étudiées
Le 21 novembre 1947, a été créée la Commission du droit international (CDI) dont au terme de la Résolution 147 (II), les membres assureraient une représentation des formes de civilisation et des systèmes juridiques, mais on sait que la CDI qui a eu nombreux dossiers et une riche histoire, n'a pas traité des questions propres au développement, ni non plus les questions fort nombreuses relatives à l'essor socio-économique et culturel des États d'Afrique. Conformément, à l'article 12 de la Charte des Nations unies, à cette commission ont été confiées les tâches les plus urgentes sur le développement progressif du droit international. Nul doute que ces tâches ne renvoient pas principalement aux questions juridiques du développement ou d'équilibre socio-économique des nations.

#### Quelques cas de la jurisprudence du droit international expliquent aussi la création de la CUADI
Le droit international a toujours paru pour une certaine école africaine comme un droit d'adhésion. Un droit à la formation duquel les pays africains n’auraient pas participé. Ces pays ayant été, entre la fin du XVIIIe siècle et le début du XXe siècle, sous l'empire de l’esclavage ou sous autorité coloniale. Ce sentiment fut accentué en 1966 par une décision de la Cour internationale de justice qui fit date : l'arrêt sur le Sud-ouest africain, Éthiopie et Liberia c. Afrique du Sud,18 juillet 1966. En l'espèce, la Cour, présidée par Sir Percy Spender, déclarait que les deux États africains, récusant le système d’Apartheid n'avaient pas intérêt à agir. Dans une précédente affaire, dite affaire du Cameroun Septentrional, le Cameroun était opposé au Royaume-Uni. Cette même Cour avait rejeté la requête du Cameroun demandant au juge international de dire en droit que le Royaume-Uni avait manqué à ses obligations en tant que puissance coloniale. Le juge de la Haye dans sa décision du 6 décembre 1963 ne le fit pas. Pour les États africains, ces précédents montraient une certaine lecture du droit international. Les décisions auxquelles elles avaient abouti résultaient d'une lecture critiquable du droit international.

#### Actualité récente et droit international
L'actualité récente du droit international ne manque de nourrir des interrogations sur son développement et sa codification. Actuellement, la contestation des États africains est manifeste sur différents sujets, comme l'utilisation de la compétence pénale universelle. Les pays africains considèrent que celle-ci est utilisée en ne visant principalement que les ressortissants du continent africain. Aussi est-il née une incompréhension conduisant les Pays de la zone africaine à prendre position (Décision 660 (XVII) du Conseil exécutif sur l'utilisation abusive de la compétence pénale universelle). La lecture du droit international pénal faite actuellement fait de la Cour pénale internationale (née en 1998) un tribunal pénal pour les hommes d’États, voire les chefs d’État africains. D'ores et déjà, les 53 États membres de l'Union africaine ont adopté à Kampala (Ouganda) le 25 juillet 2010 à la Conférence des chefs d’État une suspension de la coopération avec la Cour pénale internationale à la suite de l'affaire Omar Béchir (Président du Soudan).
Ces précédents et, bien d'autres, en disent sur l'état d'esprit qui a présidé à l’avènement d'une Commission africaine sur le droit international. La façon dont le droit international a évolué motive la naissance de cette commission.

## Mise en œuvre de la Commission de la CUADI

### Session d'ouverture de la CUADI
La séance inaugurale de la Commission africaine pour le droit international a eu lieu le 3 mai 2010 dans le cadre solennel du headquater de l'Union africaine à Addis-Abeba, en Éthiopie. Les onze membres élus y furent invités par le Président de la Commission de l'Union africaine M. Jean Ping, secondé par le Conseiller juridique de l'organisation M. Ben Kioko. Comme on pouvait s'y attendre, les trois questions à l'ordre du jour étaient : l'élection du Bureau, l'orientation conceptuelle de la nouvelle Commission de droit international et les activités futures. Sur l'orientation de la Commission émergeait l'idée qu'il y avait urgence à construire une vue africaine des questions juridiques internationales qui secouent ce continent. L'Union africaine est interpellée par l'importance grandissante des questions autour de la compétence pénale universelle, l'immunité internationale des fonctionnaires des États, de la ratification insuffisante des traités de l'Union et, celles globales, mais fréquentes, sur la protection internationale des intérêts de l'Afrique. Ces questions ne peuvent être livrées continuellement à des prises de positions étatiques et disparates alors qu'elles se posent souvent dans les mêmes termes pour chacun des États d'Afrique. Une réflexion de haut niveau par les juristes reconnus est sources d'efficacité et d'économie substantielles. Seront élus au Bureau pour deux ans, Mme Lilian Bokeeye Mahiri-Jaza (Rapporteur général), Atanazio Kayafa Tambo (Vice-Président) et M. Blaise Tchikaya (Président). Afin de finaliser son règlement intérieur et fixer les premières lignes de son programme de travail, une session extraordinaire sera convoquée pour le 21 juin 2010.

### Premier rapport de la CUADI
Le premier rapport de la Commission fut présenté au Conseil exécutif de l'organisation le 27 juillet 2010. Elle comporte l'ensemble des activités de la CUADI, y compris les actes préparatoires dans la période de janvier à juin 2010, dont les deux sessions de l'organe. On trouve principalement : l'élaboration du règlement intérieur conformément à l'article 19 du statut, le programme d'activité et un plan de travail. Les sujets suivants sont dorénavant inscrits à l'ordre du jour de la CUADI : La ratification des traités par les États membres de l'Union africaine (Rapporteur spécial, Rafaa Ben Achour) ; Application abusive de la compétence pénale universelle (Rapporteur spécial, Kamel Filali) ; Immunité des fonctionnaires des États (Rapporteur, Adelarus Kilangi) ; La révision des traités (Rapporteur spécial, Abenezer Appreku). 

#### Deuxième session de la CUADI du 7 décembre 2010
La seconde session de la CUADI s'est tenue du 7 au 18 décembre 2010. Outre les questions techniques, cette session a principalement examiné les pré-rapports présentés sur la ratification des traités, sur la compétence universelle, sur l'immunité des fonctionnaires, ainsi que celui attendu sur la question de la réparation de la traite transatlantique du point de vue du droit international. Ce dernier pré-rapport devrait faire l'objet d'une présentation à la prochaine session de l'Organisation en juin 2011. 

#### Session extraordinaire du 10 mai 2011
L'article 4 alinéa d. du Statut habilite la CUADI, en tant qu'organe indépendant de l'UA, à faire des études sur les questions juridiques. Ainsi a-t-il été saisi d'une demande d'Avis technique, par le Conseil de paix et sécurité de l'Union africaine, sur les implications juridiques des actions militaires et nouvelles mesures relatives aux résolutions 1970 et 1973 du Conseil de sécurité de l'ONU sur la Libye. Cet avis a été rendu le 12 mai 2011. Il comporte 23 pages en langue française et 50 paragraphes. Dans la 6e partie sont soulignées les recommandations que la CUADI retient de ses conclusions. En particulier, on note que la Commission, conformément au droit international et à la Charte de l'ONU, demande que les parties au conflit puissent « opter pour un règlement pacifique du différend » (§ 42). Et, par un « briefing » régulier le Secrétaire général de l'ONU doit garantir « la bonne application des mesures prévues » (§ 43). Un cessez-le-feu est nécessaire pour garantir la quiétude des populations civiles. Pour finir, il est question de saisir l'occasion pour approfondir la réflexion sur le rôle de la Cour pénale internationale comme mécanisme de sanction des atteintes au droit international.